# Fréquence sombre
Pour les articles homonymes, voir fréquence (homonymie).
 (mars 2019).
Si vous disposez d'ouvrages ou d'articles de référence ou si vous connaissez des sites web de qualité traitant du thème abordé ici, merci de compléter l'article en donnant les références utiles à sa vérifiabilité et en les liant à la section « Notes et références ».
La fréquence sombre, note sombre ou encore le bruit marron (brown note), est une fréquence infrasonore hypothétique qui causerait chez l'homme une perte de contrôle de son flux intestinal dû à la résonance de cette fréquence. L'adjectif « sombre » renvoie à la teinte des excréments humains.
Il n'existe aucune preuve scientifique pour soutenir l'allégation selon laquelle une fréquence sombre (transmise par les ondes sonores dans l'air) existerait. Les fréquences prétendument impliquées devraient se situer entre 5 et 9 Hz, ce qui est en dessous de 20 Hz, donc inférieur à la fréquence de l'audition humaine. Ces types d'ondes sonores à haute puissance en dessous de 20 Hz ne sont pas audibles mais se font ressentir dans le corps humain.

## Dans la culture populaire
- La série britannique Brainiac: Science Abuse a affirmé avoir réalisé une expérience avec une fréquence de 22,275 Hz (qui d'après les producteurs de l'émission avait été utilisée par la police du Japon et testée par l'armée française)[1].
- Un épisode de Fur TV fait référence à cette fréquence dans l'épisode Brown Fury où le groupe de heavy metal des protagonistes trouve ladite note.
- La série américaine MythBusters (Les Stupéfiants au Québec) a testé la fréquence sombre pour voir s'il s'agissait d'un mythe.
- Un épisode complet de South Park est consacré à la fréquence sombre (épisode Le Bruit marron).
- Dans Kick-Ass 2, l'héroïne HitGirl utilise un appareil, le Sick Stick, pour prendre sa revanche sur des lycéennes qui l'ont humiliée, en déclenchant une diarrhée et des vomissements au contact ; cet appareil serait ainsi basé sur cette technologie, bien que cela ne soit pas développé.
- La fréquence sombre est une composante importante du film Fatal de Michaël Youn sorti le 16 juin 2010. Le rappeur Fatal possède le don, transmis par son père, de chanter la fréquence sombre. Il l'utilise pour gagner le Superclash contre le chanteur Chris Prolls, obligeant ce dernier à abandonner et quitter la scène du fait des effets immédiats de la fréquence sombre. Aussi, la mère de Fatal, en expliquant à son fils ce don familial, fait référence à cette page Wikipédia : « The brown note qu'ils disent sur Wikipédia ».
- La note marron est citée dans l'épisode 4 de la saison 6 d'Archer.
- La fréquence sombre est citée dans l'épisode 5 de la saison 5 de Orange Is The New Black.
- Un épisode lui est dédié dans l'émission Antidote sur Allô Docteurs, concluant après expérience que la note marron n'existe pas[2].